# Epiphragma perideles
Epiphragma perideles är en tvåvingeart som beskrevs av Alexander 1960. Epiphragma perideles ingår i släktet Epiphragma och familjen småharkrankar. Inga underarter finns listade i Catalogue of Life.